# Cavalier king charles spaniel
Cavalier king charles spaniel är en hundras från Storbritannien. Den är en sällskapshund av typen brittisk dvärgspaniel. I en undersökning 2012/2013 utnämndes cavalier king charles spaniel till en av världens tjugo populäraste hundraser. I Sverige låg nyregistreringarna på åttonde plats 2012.

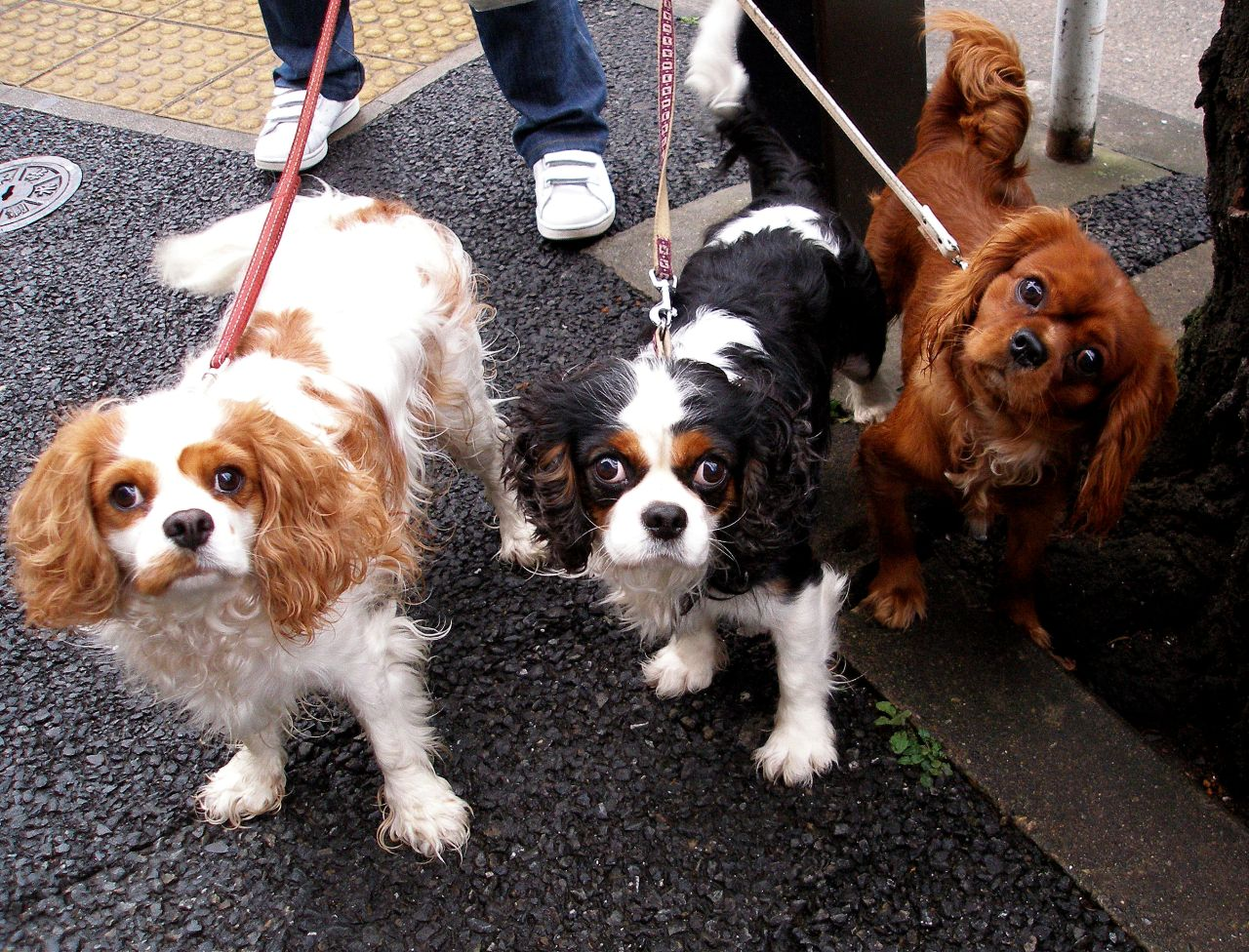
Tre av de vanliga färgställningarna hos cavalieren: blenheim, tricolor och ruby

## Historia
Rasen har utvecklats ur småvuxna äldre jakthundar och som sådan är rasen avlägset släkt med till exempel cocker spaniel. Dessa miniatyrspanielar var populära hos adeln och vid hovet där de hölls som sällskapshundar. Efter avrättningen av Maria Stuart sägs man ha hittat en liten spaniel bland hennes kjolar. Rasen har fått sitt namn efter Marys sonsonson, kung Charles II. Han hade en hel liten flock av dessa små spanielar, som följde honom överallt, och ett känt citat säger att kungen försummade sitt ämbete genom att bara leka med sina hundar.
Med importen av orientaliska varor på 1700- och 1800-talen kom också kortnosade dvärghundar. Dessa korsades med de befintliga brittiska dvärgraserna vilket gav upphov till dagens king charles spaniel. Cavalieren med sitt med gammaldags utseende försvann nästan helt, och det var inte förrän under mellankrigstiden som typen kunde bevaras och rekonstrueras. 1926 startades ett upprop och två år senare bildades rasklubben i England. Av den brittiska kennelklubben the Kennel Club godkändes den som egen ras 1945, med Cavalier tillagt i namnet för att skilja den från den kortnosade king charles. Sedan dess har rasen vuxit stadigt i popularitet.

## Egenskaper
Typiskt för cavalier är det mycket vänliga sättet. Den anses vara en bra nybörjarras då den är samarbetsvillig, gladlynt och utan nervositet eller aggressivitet. Cavalieren är mångsidig, och tycker om att arbeta, så lydnad, agility, rallylydnad och viltspår är aktiviteter som kan lämpa sig.

## Utseende

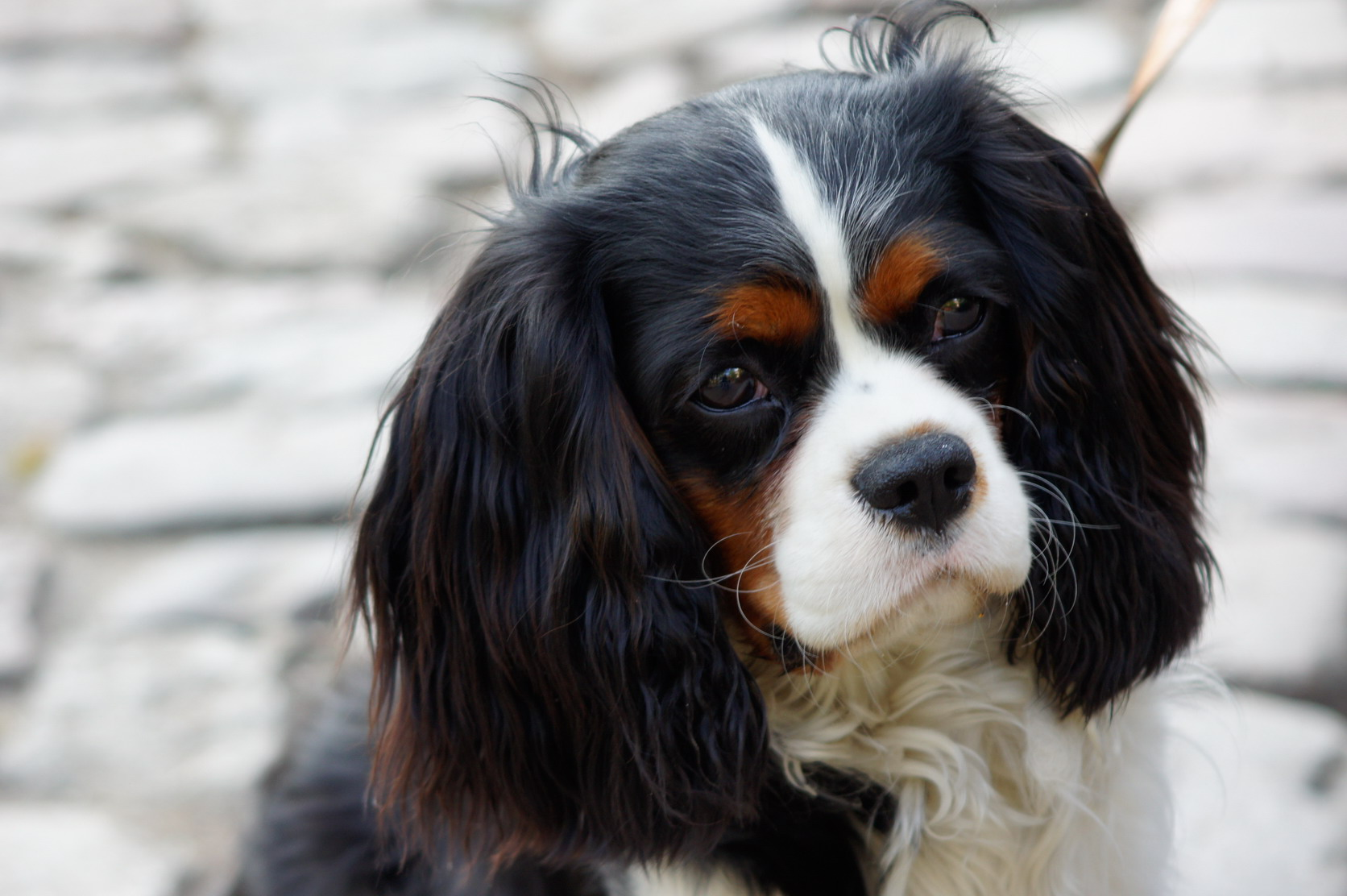
Cavalier king charles spaniel har hängande öron.

Cavalier king charles spaniel är en dvärghund som har hängande öron och finns i fyra färgvarianter: blenheim (röd och vit), ruby (helröd), black and tan (svart och röd) samt tricolor' (svart, röd och vit).
Cavalierer som har en kastanjebrun textning på pärlvit underlag kallas Blenheim. Detta efter Blenheim palace, där John Churchill, hertig av Marlborough, födde upp företrädare av Cavalierer, i just denna färg. På vissa hundar kan man finna en kastanjebrun markering i mitten av pannan: Detta kallas blenheim spot. Blenheim spot kallas även för Duchess Thumb Print, som är en sägnen baserad på Sarah Churchill, hertiginna av Marlborough, långa väntan efter sin man i krig. Det sägs att hon pressade tummen mot en havande tiks panna, och fem lyckobärande valpar föddes. Valparna var ett tecken på att striden var vunnen.
Förutom Blenheim finns det Cavalierer med svart underlag och kastanjeröda markeringar (black and tan). Oftast är det ögonbrynen, kinderna, benen och under svansen som är markerade.
Ruby (varm kastanjeröd) ska enligt hundutställnings regler vara kastanjeröd, utan någon sorts vit markering på pälsen. Dock är det ett vanligt förekommande att Ruby-cavalierer har vita markeringar.
Den fjärde färgen kallas Tricolour (svart, kastanjeröd och vit) och innefattar svart och vit underlag med kastanjeröda markeringar på kinder, insidan av öron, ögonbryn, innanför ben och undersidan av svans.

## Hälsa
Rasen är hårt drabbad av två separata nedärvda sjukdomar: hjärtklaffssjukdomen myxomatous mitral valve disease (MMVD) och den neurologiska sjukdomen syringomyeli. Dessa sjukdomar är så utbredda och den genetiska variationen inom rasen så liten att de inte anses kunna avlas bort med selektiv avel bland enbart rasrena hundar. Rasklubben har därför tillsammans med Svenska Kennelklubben beslutat om att tillåta inkorsning av japansk spets, lhasa apso och dansk-svensk gårdshund, raser av ungefär samma storlek och temperament. De framkorsade valparna kommer att registreras i SKK:s så kallade X-register där rashundar med anor från hundar som inte är registrerade hos någon av den internationella hundorganisationen Fédération Cynologique Internationales (FCI) medlemsklubbar samt hundar som är resultatet av planerad inkorsning kan registreras.